# Монтичело (Вирджиния)
Монтичело (на английски: Monticello) е имението на Томас Джеферсън в южната част на щата Вирджиния, Съединените американски щати, на 2 километра южно от гр. Шарлътсвил.
Образец е на ранен американски класицизъм и паметник на Световното наследство (заедно с Вирджинския университет) от 1987 г.